# Richard Stebbins
Richard Vaughn Stebbins (Los Angeles, 14 de junho de 1945 ) é um ex-velocista e campeão olímpico norte-americano.
Começando a correr aso 11 anos na escola primária para preencher o tempo ocioso entre as aulas, mostrou talento para as corridas de velocidade desde a infância e recebeu uma bolsa de estudos para cursar o Grambling College, em Louisiana. Lá integrou as equipes de revezamento 4x100 m  que igualaram o recorde mundial por três vezes.
Qualificado para as Olimpíadas nos 200 m e no revezamento, em Tóquio 1964 foi campeão olímpico do revezamento 4x100 m, junto com Paul Drayton, Gerry Ashworth e Bob Hayes, que estabeleceu nova marca mundial de 39.0. Foi o mais jovem atleta a receber uma medalha naqueles Jogos, aos 19 anos.
Depois de encerrar a carreira nas pistas,  Stebbins jogou futebol americano brevemente pelo Houston Oilers e depois de dispensado foi com a esposa para a cidade de Baltimore, de onde ela se originava; de lá ensinou futebol na Universidade Howard, trabalhou para a Xerox e vendeu propaganda para o Washington Post. A partir de 1990 resolveu dedicar-se ao ensino e tornou-se professor de escola secundária em Elkridge, Maryland.